# 十九路军抗日临时军部遗址
十九路军抗日临时军部遗址又稱淞沪抗战十九路军军部遗址，位於中華人民共和國上海市普陀区桃浦路127号车站新村，現存一塊於1990年8月（一說1989年9月）設立的纪念碑，碑身高139厘米，由黑色大理石组成。

## 歷史
當地原名范庄，位於真如车站附近，是广东人范青之（范肖之）於1920年建造的别墅。一二八事變爆發後，蔣光鼐、蔡廷鍇等人來到范庄設立淞沪抗战前敌临时总指挥部指挥國民革命軍第十九路军作戰。1932年2月5-6日、9日，范庄、真如火车站遭日本空军轰炸。3月1日，日军发动总攻，蔡廷鍇下令軍隊撤至南翔。1937年8月13日，范庄被日军炮火所毁。1989年9月，上海市普陀区人民政府將范庄遗址列為普陀区第一批革命纪念地。